# Incrociatore da battaglia

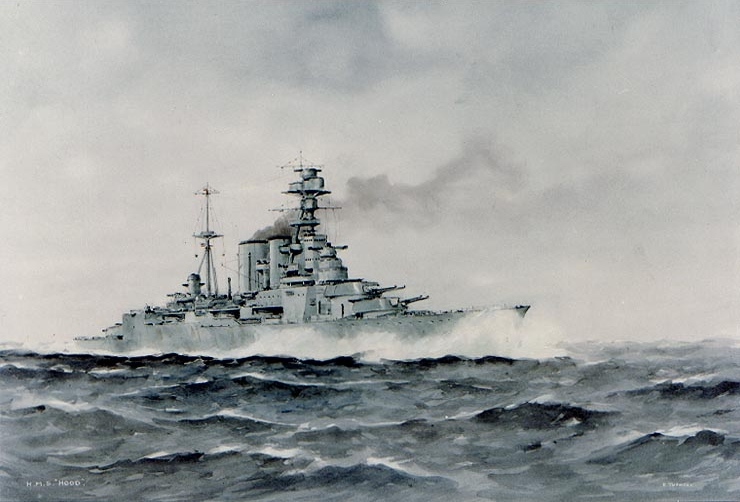
L', il più grande incrociatore mai costruito, e anche la più grande nave da battaglia britannica mai costruita (l', l'ultima nave da battaglia britannica costruita alla fine della seconda guerra mondiale, era più piccola anche se di poco). Era più grande della Bismarck (La HMS Hood era lunga 262.3 m e la Bismarck era lunga 251 m) che lo affondò durante la Battaglia dello Stretto di Danimarca con tutto l'equipaggio, a parte tre marinai.

L'incrociatore da battaglia (traduzione letterale del termine inglese battlecruiser) fu un tipo di grande nave da guerra dell'inizio del XX secolo. Si evolse a partire dall'incrociatore corazzato man mano che la nuova tecnologia permise di costruire navi più grandi. La differenza principale era il suo armamento principale uniforme, a differenza dell'incrociatore corazzato che possedeva cannoni di calibro grande ed intermedio. Gli incrociatori da battaglia erano di dimensioni comparabili ad una corazzata ed avevano i cannoni di una corazzata, ma una corazzatura sostanzialmente più leggera (almeno inizialmente), utilizzando il risparmio di peso per installare motori potenti per ottenere una velocità maggiore. Un elemento alla base della loro costruzione fu la battaglia di Tsushima, dove gli incrociatori corazzati vennero utilizzati dalla Marina imperiale giapponese nella loro linea di battaglia e dove nessuna corazzatura più spessa di 6 pollici (150 mm) venne penetrata.
L'idea era che i grossi cannoni avrebbero permesso ad un incrociatore da battaglia di eliminare i cacciatorpediniere ed altri incrociatori minori prima che questi potessero portare a distanza di tiro i loro cannoni o siluri, mentre la loro velocità avrebbe permesso di sfuggire alle corazzate nemiche o di affondare una corazzata nemica danneggiata durante un'azione di flotta. L'idea venne concepita principalmente dall'ammiraglio britannico Jackie Fisher e riassunta nel suo detto "la velocità è la miglior protezione".

## Storia

### Origini
Antenate degli incrociatori da battaglia possono essere considerate le navi da battaglia russe classe Peresvet, costruite alla fine del XIX secolo. Per ragioni di economia meno corazzate ed armate rispetto allo standard del periodo, secondo le intenzioni dei progettisti il risparmio di peso avrebbe garantito una maggiore velocità rispetto alle navi da battaglia nemiche, in modo da sfuggire loro, mentre l'armamento era sufficiente a sopraffare ogni incrociatore che avesse tentato di dar loro la caccia.
I primi incrociatori da battaglia furono sviluppati dalla Royal Navy nei primi anni del XX secolo come sviluppo dell'incrociatore corazzato.
I primi incrociatori corazzati furono costruiti intorno agli settanta del XIX secolo nel tentativo di dare una miglior protezione alle navi che svolgevano i tipici compiti dell'incrociatore, pattuglia, protezione del commercio e proiezione del potere. Comunque i risultati furono raramente soddisfacenti, dato che a causa del peso della corazzatura richiesta per ottenere una protezione significativa questi erano di solito lenti quanto una nave da battaglia. In conseguenza di ciò le marine preferirono costruire incrociatori protetti con un ponte corazzato che proteggeva i motori o semplicemente senza alcuna corazzatura.
L'introduzione delle nuove corazzature in acciaio Krupp negli anni novanta rese possibile corazzare le fiancate degli incrociatori per proteggerli dai cannoni a fuoco rapido Nel 1896-1897 Francia e Russia, che erano considerate come probabili alleate nel caso di una guerra contro l'Impero Britannico, iniziarono a sfruttare questa possibilità dando il via alla costruzione di grandi e veloci incrociatori che avrebbero potuto causare serie difficoltà al commercio britannico.
Il Regno Unito, che aveva concluso nel 1892 di aver bisogno del doppio degli incrociatori di ogni potenziale nemico per proteggere adeguatamente le proprie linee commerciali, rispose alla minaccia percepita impostando i suoi propri grandi incrociatori corazzati. Tra il 1899 e il 1905 completò o impostò sette classi navali di questo tipo per un totale di 35 navi. Questo programma di costruzione spinse a loro volta i francesi e i russi ad incrementare i propri programmi. La Kaiserliche Marine iniziò anch'essa a costruire grandi incrociatori corazzati per proteggere le proprie basi d'oltremare, impostandone otto tra il 1897 e il 1906.
L'aumento delle dimensioni e della potenza dell'incrociatore corazzato fece nascere l'idea nei circoli navali britannici che gli incrociatori avrebbero potuto rimpiazzare completamente le navi da battaglia. Il vantaggio principale di queste ultime erano i cannoni da dodici pollici e la corazzatura progettata per difenderle da proiettili di quel calibro. Comunque nei primi anni del 1900 parve che questi vantaggi fossero di scarso valore pratico. Pareva improbabile che una nave da battaglia ingaggiasse uno scontro a distanze inferiori a quelle operative dei siluri (2.000 metri), ma comunque, a causa delle tecniche di mira ancora primitive, era improbabile che i suoi cannoni pesanti riuscissero a centrare il bersaglio, mentre era più probabile che ci riuscissero le batterie secondarie di cannoni a fuoco rapido, grazie alla loro maggiore cadenza di fuoco. L'esperto navale Fred T. Jane scrisse nel giugno 1892:
(citato in Sumida 1993, p. 44)
John Fisher, divenuto nel 1904 primo lord del mare, era già da qualche tempo interessato allo sviluppo di una nuova nave veloce corazzata. Era interessato della "nave da battaglia di seconda classe" Renown, una nave da battaglia veloce, ma corazzata più leggermente, comunque dai suoi scritti dal 1901 in avanti non è chiaro se il suo modello per gli sviluppi futuri fosse la nave da battaglia o l'incrociatore. Commissionò all'architetto navale W. H. Gard un incrociatore corazzato il più possibile armato per l'uso nella flotta. Gard propose una nave da circa 14 000–15 000 long ton, capace di una velocità di 25 nodi (46 km/h), armata con quattro cannoni da 9,2 pollici (23 cm) e dodici cannoni da 7,5 pollici (190 mm) montati su torrette binate, protetta da sei pollici di corazzatura lungo la cintura corazzata e fino a 2,5 pollici (64 mm) sui ponti. Comunque l'opinione generale degli addetti navali britannici nel periodo 1902-1904 era chiaramente a favore delle navi da battaglia pesantemente corazzate, piuttosto che delle navi veloci desiderate da Fisher.
La battaglia di Tsushima fu la prova decisiva dell'efficacia dei cannoni pesanti rispetto a quelli intermedi e del bisogno di un calibro principale uniforme per una migliore gestione del sistema di puntamento. Già in precedenza la Royal Navy aveva iniziato a considerare un cambiamento alla dottrina del calibro misto delle navi da battaglia pre-dreadnought alle monocalibro ed erano già circolati progetti preliminari per navi da battaglia con armamento uniforme da 12 o 10 pollici (300 o 250 mm) ed incrociatori corazzati con cannoni tutti da 9,2 pollici (230 mm). Alla fine del 1904, poco dopo la decisione di utilizzare cannoni da 12 pollici per la nuova generazione di navi da battaglia grazie alla loro prestazioni migliori a lunghe gittate, Fisher iniziò a sostenere che le navi da battaglia avrebbero potuto essere rimpiazzate dagli incrociatori con armamento monocalibro. Sottomarini e cacciatorpediniere avrebbero potuto affondare le navi da battaglia grazie ai continui miglioramenti del siluro, ciò secondo Fisher era il segnale della fine delle navi da battaglia o quantomeno compromettevano la validità di una pesante corazzatura. Nonostante ciò gli incrociatori corazzati sarebbero rimasti vitali per la protezione delle linee commerciali.
(Fisher to Lord Selborne (First Lord of the Admiralty), 20 ottobre 1904 citato in Sumida 1993, p. 52)
Il punto di vista di Fisher era molto controverso nella Royal Navy e anche dalla sua posizione di First Sea Lord, non poteva insistere per attuarlo. Riunì quindi un "Committee on Designs", formato da un misto di esperti navali civili e militari per determinare l'approccio futuro alla costruzione sia di navi da battaglia, che di incrociatori corazzati. Anche se lo scopo ufficiale del Comitato era di investigare e riferire sui futuri requisiti delle navi, Fisher e i suoi associati avevano già preso alcune decisioni fondamentali. I criteri di riferimento per il comitato era di una nave da battaglia monocalibro in grado di viaggiare a 21 nodi (39 km/h), armata con cannoni da 12 pollici (300 mm) e capace di usare i bacini di carenaggio esistenti e un incrociatore, armato uniformemente con cannoni da 12 pollici, capace di raggiungere i 25,5 nodi (47,2 km/h) e con una corazzatura simile a quella del più recente incrociatore corazzato, l'HMS Minotaur, e anch'esso in grado di usare i bacini di carenaggio esistenti.

### Primi incrociatori da battaglia
Secondo il piano Selborne del 1902 la Royal Navy intendeva iniziare la costruzione di tre nuove navi da battaglia e quattro incrociatori corazzati ogni anno. Comunque alla fine del 1904 divenne evidente che il programma per il 1905-1906 avrebbe dovuto essere considerevolmente ridimensionato a causa di introiti minori dalle tasse e dalla necessità di comprare due navi da battaglia cilene in costruzione nei cantieri britannici per evitare che fossero acquistate dalla Russia per essere usate contro il Giappone, all'epoca alleato del Regno Unito. A causa di queste economie per il biennio 1905-1906 fu costruita una sola nave da battaglia e tre incrociatori corazzati. La nave da battaglia fu la rivoluzionaria Dreadnought e gli incrociatori le tre navi della classe Invincible (Inflexible, Invincible e Indomitable). Comunque Fisher affermò in seguito che nelle riunioni del Comitato aveva argomentato a favore della cancellazione della nave da battaglia rimanente.
La costruzione della nuova classe iniziò nel 1906 e fu completata in ritardo nel 1908, per permettere ai progettisti di risolvere problemi riscontrati nel Dreadnought. Le navi soddisfacevano abbastanza bene i requisiti di progetto. con un dislocamento simile a quello del Dreadnought, gli incrociatori della classe Invincible erano 13 m più lunghi per accogliere le potenti turbine a vapore che potevano spingerli fino a 25 nodi (46 km/h), velocità che potevano mantenere per giorni, a differenza delle navi da battaglia dell'epoca che potevano sostenere la velocità massima per poco più di un'ora. Armati con otto cannoni 12"/45 Mark X rispetto ai 10 del Dreadnought avevano corazze spesse 6 o 7 pollici (da 150 a 180 mm) lungo lo scafo e sulle postazioni dei cannoni, rispetto agli 11-12 pollici (da 280 a 300 mm) del Dreadnought. La classe era un balzo avanti in velocità, dislocamento e potenza di fuoco rispetto ai più recenti incrociatori corazzati, ma aveva la stessa corazzatura.
Anche se la classe Invincible doveva coprire lo stesso ruolo degli incrociatori corazzati ci si aspettava che lo facessero più efficacemente. In particolare i loro ruoli erano:
- Ricognizione: sfruttare la loro potenza potevano penetrare lo schermo di incrociatori per avvicinarsi ed osservare la flotta da battaglia nemica per poi ritirarsi sfruttando la loro maggiore velocità.
- Supporto ravvicinato alla flotta da battaglia: porsi in fondo alla linea di battaglia per proteggerla da incrociatori nemici ed operare come ala veloce della flotta di battaglia per tentare di accerchiare il nemico.
- Inseguimento: inserire una flotta in fuga sfruttando la loro velocità, usando i cannoni per danneggiarla o rallentarla.
- Protezione del commercio: dare la caccia a incrociatori e navi corsare nemici.[23]

Ci fu subito confusione sul come riferirsi a questi nuovi incrociatori. Anche alla fine del 1905 prima dell'inizio della loro costruzione i memorandum della Royal Navy parlavano di "large armoured ships" ("grandi navi corazzate") per riferirsi sia alle navi da battaglia che ai grandi incrociatori. Nell'ottobre 1906 l'ammiragliato iniziò a classificare tutte le navi da battaglia e incrociatori post-Dreadnought come "navi capitali" (capital ship), mentre Fisher usava il termine "dreadnought" per riferirsi sia alle nuove navi da battaglia che alle navi da battaglia e incrociatori corazzati. Allo stesso tempo le navi della classe Invincible furono chiamate "cruiser-battleships" o "dreadnought cruisers"; il termine "battlecruiser" fu usato per la prima volta da Fisher nel 1908. Infine l'Admiralty Weekly Order No. 351 del 24 novembre 1911 comunicò che «Tutti gli incrociatori della classe "Invincible" e quelli futuri sono descritti e classificati come "battle cruisers" per distinguerli dagli incrociatori corazzati del passato».
Oltre all'incertezza sul nome da usare per le nuove navi, c'era anche un'incertezza sul loro ruolo reale a causa della mancanza di protezione. Se dovevano agire principalmente come ricognitori per la flotta e cacciatori di incrociatori nemici e navi corsare allora la cintura corazzata di cui erano dotati era adeguata. D'altra parte se ci si aspettava che dovessero rinforzare la linea di battaglia con i propri cannoni pesanti allora erano troppo poco protette per essere sicure dal fuoco nemico. Le navi della classe Invincible erano essenzialmente grandi incrociatori pesantemente armati. Comunque la loro affidabilità era già in dubbio. Un incrociatore che avesse dovuto lavorare con la Flotta avrebbe potuto essere stata un'opzione migliore in questo ruolo.
A causa delle loro dimensioni ed armamento furono considerati fin dall'inizio come navi capitali. Basandosi sull'esperienza della battaglia di Tsushima molte autorità navali sovrastimavano la capacità degli incrociatori di sopravvivere in una linea di battaglia grazie alla loro maggiore velocità. Queste assunzioni furono fatte senza tener conto dell'inefficienza e incapacità tattica della Flotta del Baltico russa. Designati prima "dreadnought cruisers" e poi "incrociatori da battaglia" l'idea della loro parità con le navi da battaglia prese ben presto piede.
Non tutti erano così convinti, per esempio il Brassey's Naval Annual affermava che avendo a disposizione vascelli grandi e costosi come quelli della classe Invincible un ammiraglio "li avrebbe certamente inseriti nella linea di battaglia, dove la loro protezione leggera li avrebbe messi in situazione di svantaggio e la loro velocità non sarebbe stata di nessun valore." I favorevoli agli incrociatori da battaglia risposero dicendo che poiché tutte le navi capitali erano vulnerabili alle nuove armi come il siluro, la corazzatura aveva perso parte della sua validità, e che grazie alla sua maggiore velocità l'incrociatore da battaglia sarebbe stato in grado di decidere la distanza alla quale ingaggiare il nemico.

### Gli incrociatori da battaglia nella corsa agli armamenti
Tra il varo dell'Invincible fino a poco prima dello scoppio della prima guerra mondiale l'incrociatore da battaglia giocò un ruolo minore nella corsa agli armamenti navali, dato che non fu mai adottato in pieno come arma chiave per la difesa dell'Impero Britannico, come si presume che desiderasse Fisher. Il fattore maggiore per questa mancanza di accettazione fu il marcato cambiamento delle circostanze strategiche del Regno Unito tra la concezione e l'entrata in servizio dei primi incrociatori. Il nemico probabile per il Regno Unito era cambiato da un'alleanza russo-francese con molti incrociatori corazzati a una Germania sempre più belligerante. Nel campo diplomatico il Regno Unito aveva stretto l'Entente cordiale nel 1904 e l'entente anglo-russa. Né la Francia, né la Russia ponevano una minaccia navale significativa, la marina russa era stata in gran parte affondata o catturata dal Giappone durante la guerra russo-giapponese del 1904-1905, mentre quella francese non si stava affrettando ad adottare il nuovo tipo di corazzate monocalibro. Il Regno Unito era inoltre in cordiali relazioni diplomatiche con altri due significative potenze navali, il Giappone (con cui aveva stretto l'Alleanza anglo-giapponese, firmata nel 1902 e rinnovata nel 1905) e gli Stati Uniti. Questo cambiamento delle circostanze strategiche e il successo del Dreadnought resero quest'ultimo il modello delle nuove navi capitali, piuttosto che l'Invincible. Nonostante ciò la costruzione degli incrociatori da battaglia giocò una parte significativa nella rinnovata corsa agli armamenti innescata dal Dreadnought.

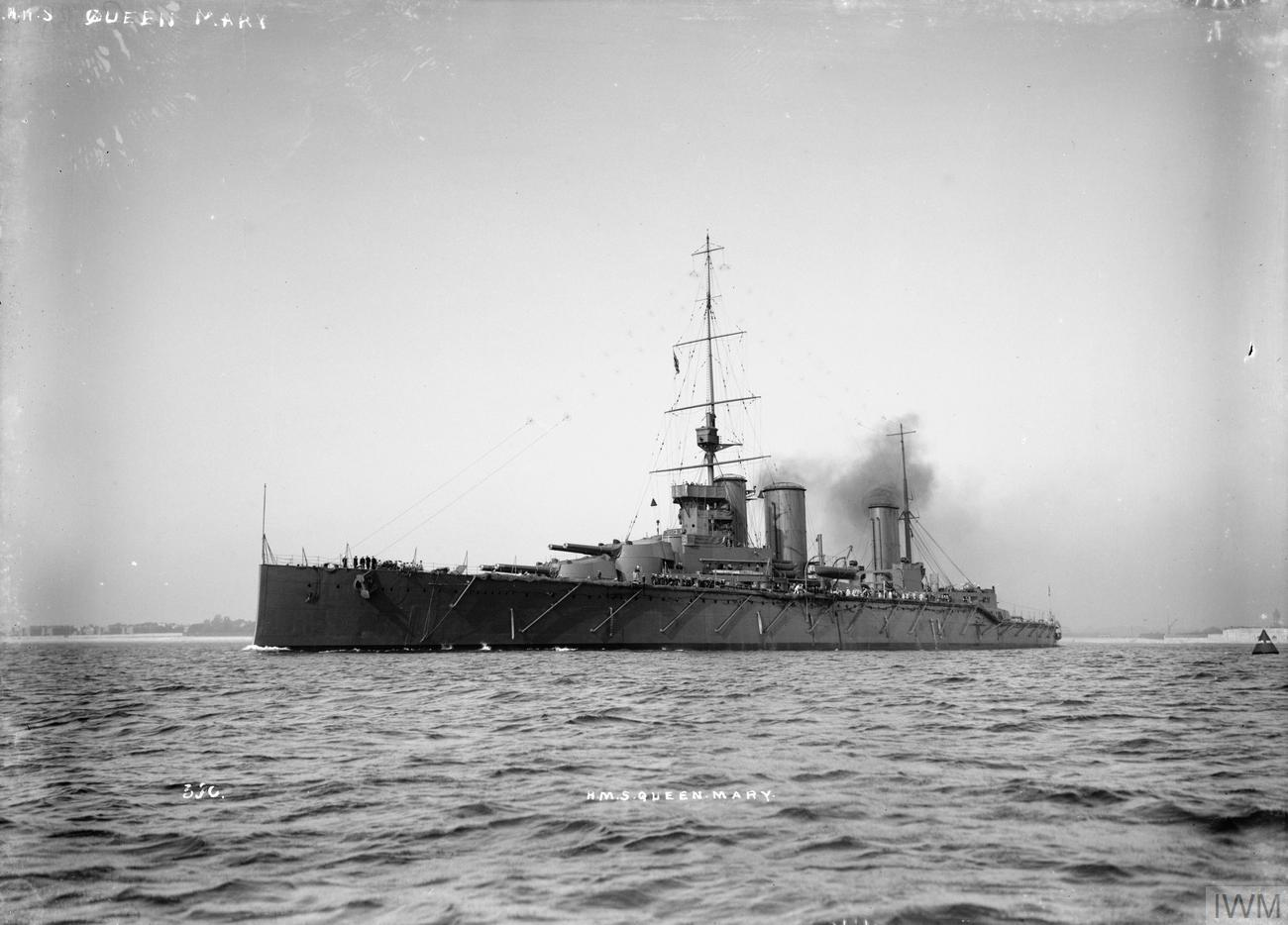
La, terza nave della classe Lion

Per i primi anni di servizio le navi della classe Invincible soddisfecero in pieno la visione di Fisher di poter affondare ogni nave abbastanza veloce da raggiungerli e di poter sfuggire ad ogni nave in grado di affondarli. In molti casi sarebbero anche stati in grado di affrontare corazzate policalibro nemiche. Gli ambienti navali concordavano che l'incrociatore corazzato nella sua forma corrente era giunto alla fine logica del suo sviluppo e che gli Invincible erano così avanti rispetto agli incrociatori corazzati nemici in potenza di fuoco e velocità che sarebbe stato difficile giustificare il costo di costruirne di più o più grossi. Questo fu aumentato dalla sorpresa dalla rivelazione sia del Dreadnought che dell'Invincible, che furono entrambi costruiti in segreto, questo spinse la maggior parte delle marine a rallentare i loro programmi di costruzione e a rivedere radicalmente i loro progetti. Questo fu particolarmente vero per gli incrociatori, poiché i dettagli della classe Invincible furono mantenuti segreti a lungo; a causa di ciò l'ultimo incrociatore corazzato tedesco, il Blücher, fu armato con cannoni da soli 21 cm e non era assolutamente in grado di affrontare i nuovi incrociatori da battaglia.
Il vantaggio iniziale della Royal Navy portò al rifiuto della costruzione di un progetto del 1905-1906 che sarebbe stato essenzialmente una fusione dei concetti di nave e incrociatore da battaglia in quella che sarebbe potuta essere la prima nave da battaglia veloce. Il progetto "X4" combinava la corazzatura e l'armamento del Dreadnought con i 25 nodi (46 km/h) di velocità dell'Invincible. Dato il vantaggio inglese e il bisogno di economie del nuovo governo liberale il costo aggiuntivo non era giustificabile. Fu invece costruito il Bellerophon, dal progetto simile a quello del Dreadnought. Il concetto dell'X4 trovò infine realizzazione nella classe Queen Elizabeth e in seguito in altre marine militari.
I successivi incrociatori da battaglia britannici furono i tre della classe Indefatigable, una versione leggermente migliorata della Invicible costruiti con essenzialmente le stesse specifiche, in parte per la pressione politica di riduzione dei costi e parzialmente a causa del segreto intorno alla costruzione degli incrociatori da battaglia tedeschi, in particolare la corazzatura pesante del SMS Von der Tann (2). Questa classe fu vista generalmente come un errore e la generazione successiva di incrociatori da battaglia britannici fu decisamente più potente. Per il 1909-1910 un senso di crisi nazionale riguardo alla rivalità con la Germania spinse ad ignorare il bisogno di economie e all'approvazione della costruzione di un totale di otto navi capitali. Fisher spinse senza successo perché fossero tutte e otto incrociatori da battaglia, e dovette accontentarsi di sei navi da battaglia e due incrociatori da battaglia classe Lion. I Lion erano armati con otto cannoni 13.5"/45 Mark V, il nuovo calibro standard per le supercorazzate britanniche. La velocità (27 nodi (50 km/h)) e la corazzatura (uno spessore di 9 pollici — 23 mm — di cintura corazzata e sulle barbette) anche se minori di quelle dei modelli tedeschi erano migliori di quelle dei precedenti incrociatori britannici. I due Lion furono seguiti dalla simile Queen Mary.
Per il 1911 la Germania aveva costruito propri incrociatori da battaglia e la superiorità delle navi britanniche non era più garantita. Inoltre la Marina tedesca non condivideva il punto di vista di Fisher sugli incrociatori da battaglia e invece di concentrarsi sul migliorare la velocità e la potenza di fuoco la Germania aumentò progressivamente la corazzatura e la durabilità dei loro incrociatori da battaglia. Il Von der Tann iniziato nel 1908 e completato nel 1910 montava otto cannoni da 11.1 pollici, ma con 283 mm di corazzatura era molto meglio protetto delle Invincible. I due incrociatori classe classe Moltke erano simili ma erano armati con cannoni da 11.1 pollici di un progetto più avanzato. La Seydlitz, iniziata nel 1909 e completata nel 1913 era una modifica della classe Moltke, in grado di raggiungere i 26,5 nodi e con una corazzatura equivalente a quella di una nave da battaglia classe Helgoland di qualche anno prima che arrivava a 12 pollici. La Seydlitz fu l'ultimo incrociatore da battaglia tedesco completato prima della prima guerra mondiale.
L'evoluzione successiva dell'incrociatore da battaglia venne dal Giappone. La Marina imperiale giapponese iniziò nel 1909 a progettare la classe Kongo e, poiché l'economia giapponese permetteva di costruire relativamente poche navi, era determinata a far sì che fossero molto più potenti delle loro probabili avversarie. Inizialmente la classe fu pianificata usando come riferimento le Invincible. Alla notizia che dei piani inglesi per le Lion e del fatto che probabilmente le nuove navi da battaglia della US Navy sarebbero state armate con cannoni da 14 pollici, i giapponesi decisero di rivedere radicalmente i loro piani. Il nuovo progetto prevedeva un armamento di otto cannoni da 14 pollici, in grado di raggiungere i 27,5 nodi (50,9 km/h) e quindi con un lieve vantaggio sulle Lion in potenza di fuoco e velocità. I cannoni pesanti erano anche meglio disposti, con torrette in configurazione superfiring (con quella più vicina al centro nave sopraelevata rispetto a quella più lontana), senza torrette a mezzanave. Anche la corazzatura era leggermente migliore di quelle delle Lion con 9 pollici di corazzatura sulle torri e 8 pollici sulle barbette. La prima nave della classe fu costruita nel Regno Unito e le successive tre in Giappone. Inoltre la Marina giapponese riclassificò i suoi potenti incrociatori corazzati delle classi Tsukuba e Ibuki come incrociatori da battaglia, ma nonostante fossero armati con quattro cannoni da 305  erano comunque più deboli e lenti di ogni altro incrociatore da battaglia.

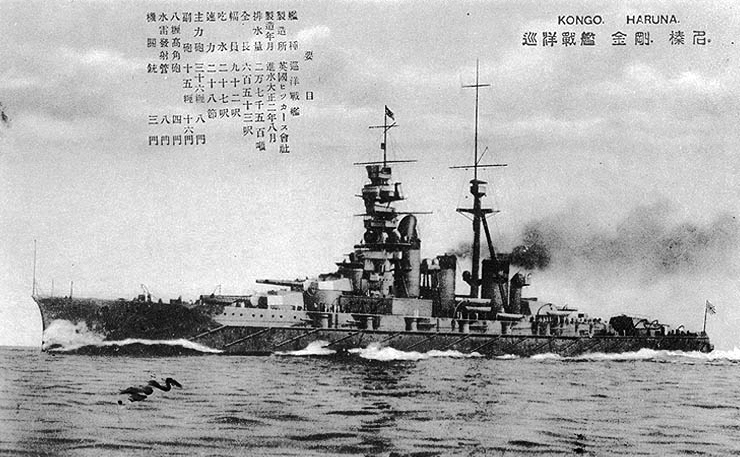
L'incrociatore da battaglia Kongo

Il successivo incrociatore da battaglia, il Tiger era inizialmente destinato ad essere la quarta nave della classe Lion, ma fu sostanzialmente riprogettato. Mantenne gli otto cannoni da 13,5 pollici dei suoi predecessori, ma questi furono disposti come quelli dei Kongo per dar loro un miglior campo di fuoco. Nelle prove a mare raggiunse i 29 nodi (54 km/h) e disponeva di un armamento secondario più potente. Inoltre anche se lo spessore massimo della corazzatura rimase di 9 pollici, l'altezza della cintura corazzata fu aumentata e proteggeva quindi una maggior superficie. Comunque il suo progettista, Eustace Tennyson d'Eyncourt, non riuscì ad ottenere dalle autorità il supporto necessario all'installazione di caldaie a vapore di piccola dimensione e di turbine e i costruttori rifiutarono la sua richiesta. Questi gli avrebbero permesso di ottenere una velocità massima di 32 nodi (59 km/h).
Nel 1912 la Germania iniziò la costruzione di tre incrociatori da battaglia della classe Derfflinger, i primi tedeschi a montare cannoni da 12 pollici. Come per la Tiger e le Kongo i loro cannoni erano disposti in configurazione superfiring per un campo di fuoco più ampio. La corazzatura e la velocità erano simili a quelli della precedente classe Seydlitz. Nel 1913 l'Impero russo iniziò anch'esso la costruzione di incrociatori da battaglia, i quattro della classe Borodino, progettati per operare nel Mar Baltico. Progettati per essere armati con dodici cannoni da 14 pollici, una corazzatura spessa fino a 12 pollici e una velocità di 26,6 nodi (49,3 km/h), erano più simili al modello tedesco che a quello britannico. La loro costruzione fu interrotta all'inizio della prima guerra mondiale e furono tutti smantellati alla fine della guerra civile russa.
La spropositata evoluzione finale dell'incrociatore da battaglia venne ancora da Fisher, che nel 1915 fece iniziare la progettazione della Incomparable, un mostro da 46 000 tonnellate con cannoni da 20", più grandi nelle intenzioni di qualunque cannone navale sia stato effettivamente costruito (compresi i 18,1" della Yamato). Lo stesso Fisher riteneva che il progetto sarebbe diventato obsoleto in non più di 10 anni, ma i fatti della battaglia dello Jutland ed i danni prodotti sui large light cruisers della classe Glorious dai cannoni da 18" (457 mm) fecero rivedere le specifiche verso i collaudati cannoni da 15" e lo schema complessivo della classe Admiral, che si concretizzò nella sola HMS Hood.

## La battaglia di Dogger Bank
Il concetto originale di incrociatore da battaglia si dimostrò un successo alla Battaglia delle Isole Falkland durante la prima guerra mondiale quando gli incrociatori da battaglia britannici Inflexible e Invincible svolsero esattamente il compito per cui erano stati pensati, annichilendo una squadra di incrociatori tedeschi comandati dall'Ammiraglio Maximilian Graf Von Spee nell'oceano Atlantico del Sud.
La vulnerabilità degli incrociatori da battaglia britannici iniziò a manifestarsi alla Battaglia di Dogger Bank (1915), nella quale l'ammiraglia britannica Lion sfuggì alla distruzione solo allagando i propri depositi munizioni; questo perché le vie di accesso dai depositi alle torri dei cannoni non erano sufficientemente isolate da evitare la propagazione delle fiamme da una torretta perforata ai depositi munizioni. I britannici non presero tempestive contromisure, con gravi conseguenze alla Battaglia dello Jutland.

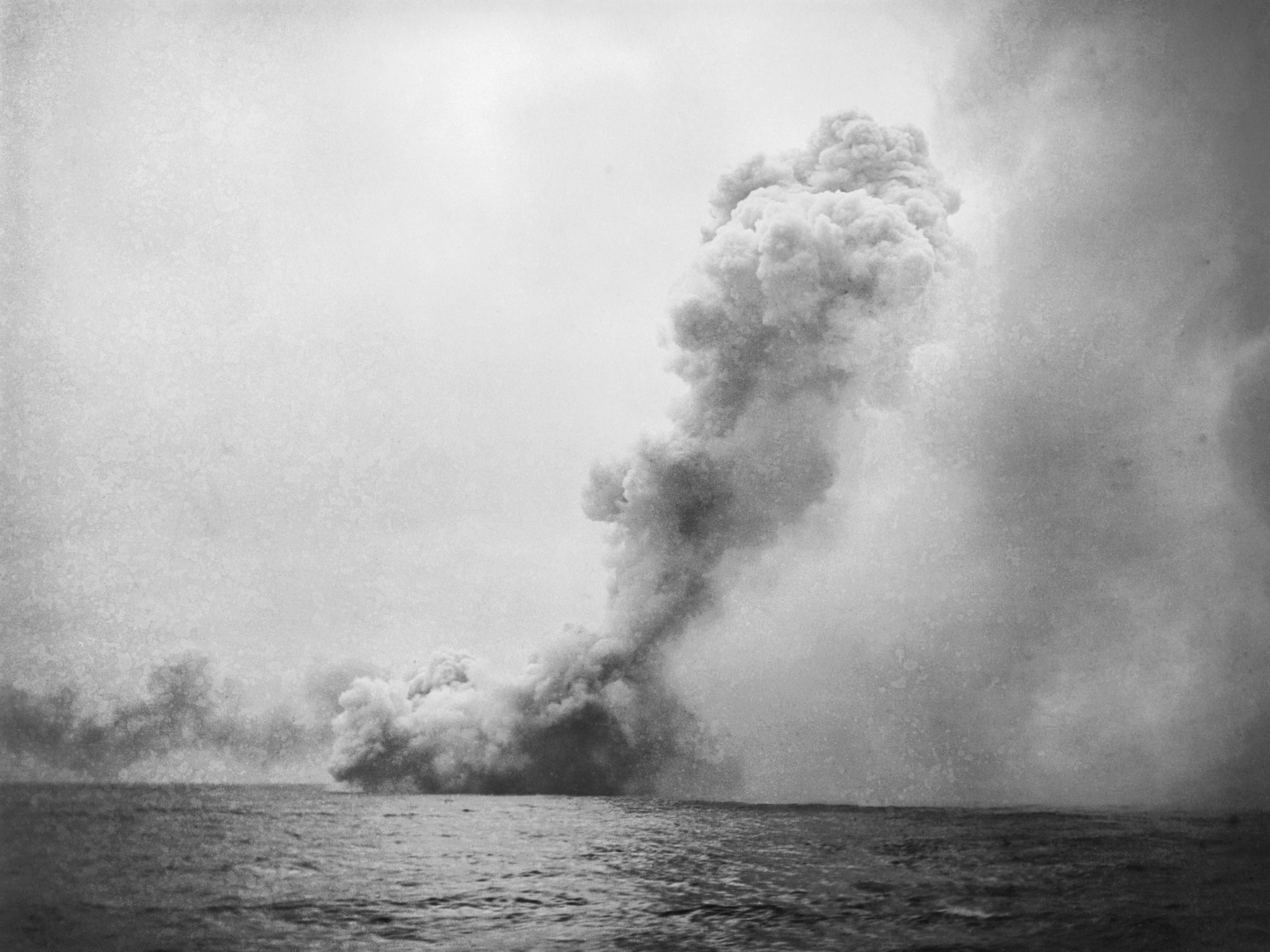
Distruzione della HMS Queen Mary.

## Battaglia dello Jutland
Alla Battaglia dello Jutland 18 mesi più tardi alcuni degli incrociatori da battaglia britannici vennero impiegati come unità di linea ed ingaggiarono gli incrociatori da battaglia tedeschi prima dell'arrivo delle corazzate della Grand Fleet britannica. Il risultato fu un disastro per la Royal Navy: Invincible, Queen Mary e Indefatigable esplosero, causando la morte di quasi tutti i loro equipaggi. Gli incrociatori da battaglia tedeschi erano invece meglio corazzati, tanto che riuscirono a resistere al fuoco degli incrociatori da battaglia inglesi nella prima fase della battaglia ed al tiro incrociato delle corazzate inglesi nella seconda parte, quando erano stati lasciati a proteggere da soli la ritirata della forza tedesca (il Lützow venne danneggiato e dovette essere autoaffondato e il Seydlitz fu pesantemente danneggiato; solo il primo venne però perso). Nessuna corazzata britannica o tedesca venne affondata nella battaglia, con l'eccezione della vecchia pre-dreadnought tedesca Pommern, che peraltro affondò dopo essere stata silurata da un cacciatorpediniere durante la notte.

## Dopo la prima guerra mondiale

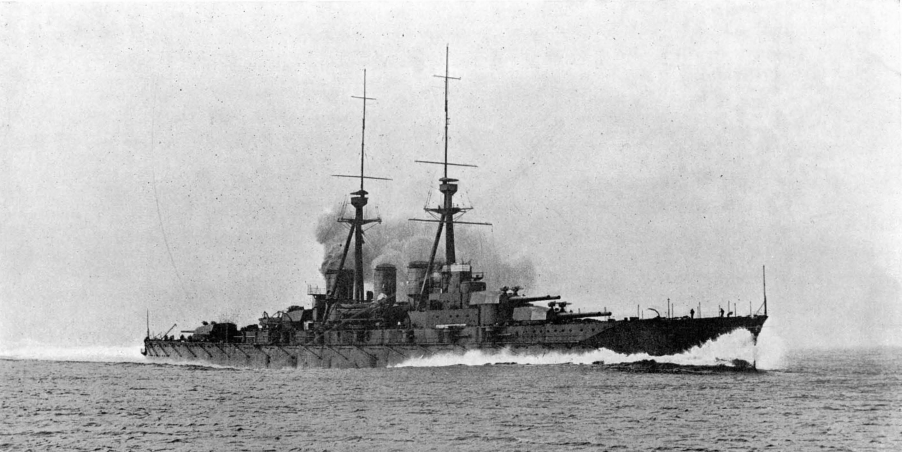
L'incrociatore da battaglia Kongo nella prima guerra mondiale, prima che venisse convertito in una "nave da battaglia veloce"

Successivamente la Royal Navy britannica deenfatizzò gli incrociatori da battaglia nel senso originale della parola. Nella Royal Navy britannica il termine venne applicato a navi con corazzatura pesante ma comunque capaci di velocità oltre i 25 nodi (46 km/h). L'Hood, varato nel 1918, fu l'ultimo incrociatore da battaglia britannico ad esser completato – comunque era dotato di un'armatura ritenuta in grado di resistere alle proprie armi, la classica misura di una nave da battaglia "bilanciata". Molte nazioni decisero di ridurre la loro flotta di incrociatori da battaglia in seguito al Trattato di limitazione degli armamenti navali di Washington, piuttosto che disarmare corazzate di maggior valore. Due scafi di incrociatori da battaglia vennero convertiti nelle portaerei della Classe Glorious. Tra le due guerre mondiali l'Hood fu la più grande nave da guerra del mondo e si guadagnò il soprannome The Mighty Hood (Il Potente Hood) da un adorante pubblico britannico. Tutto ciò era un'illusione: anche se la sua corazzatura era più resistente di quella dei primi incrociatori da battaglia, esplose ed affondò senza lasciare tracce pochi minuti dopo aver ingaggiato la nuova potente corazzata tedesca Bismarck nella seconda guerra mondiale. Questa catastrofe, passata alla storia come la battaglia dello Stretto di Danimarca, fu attribuita alla corazzatura insufficiente del suo ponte. Indagini più recenti suggeriscono, comunque, che potrebbe essere stata responsabile una falla nel sistema di protezione: a causa della maniera affrettata con cui venne incrementato il suo livello di protezione vennero commessi errori.
La Marina giapponese convertì i suoi quattro incrociatori da battaglia della classe Kongo in "navi da battaglia veloci", demolendo tre dei quattro incrociatori classe Amagi che erano in corso di costruzione e convertendo il quarto nella portaerei Akagi. La Marina degli Stati Uniti convertì due scafi di incrociatori da battaglia in portaerei: l'USS Lexington e la Saratoga furono entrambe progettate come incrociatori da battaglia (le designazioni degli scafi erano originariamente CC-1 e CC-3) ma a metà della costruzione convertite, sebbene questo venne considerato solo marginalmente preferibile a demolire direttamente gli scafi (i rimanenti quattro: Constellation, Ranger, Constitution e United States furono effettivamente demoliti).

## Seconda guerra mondiale

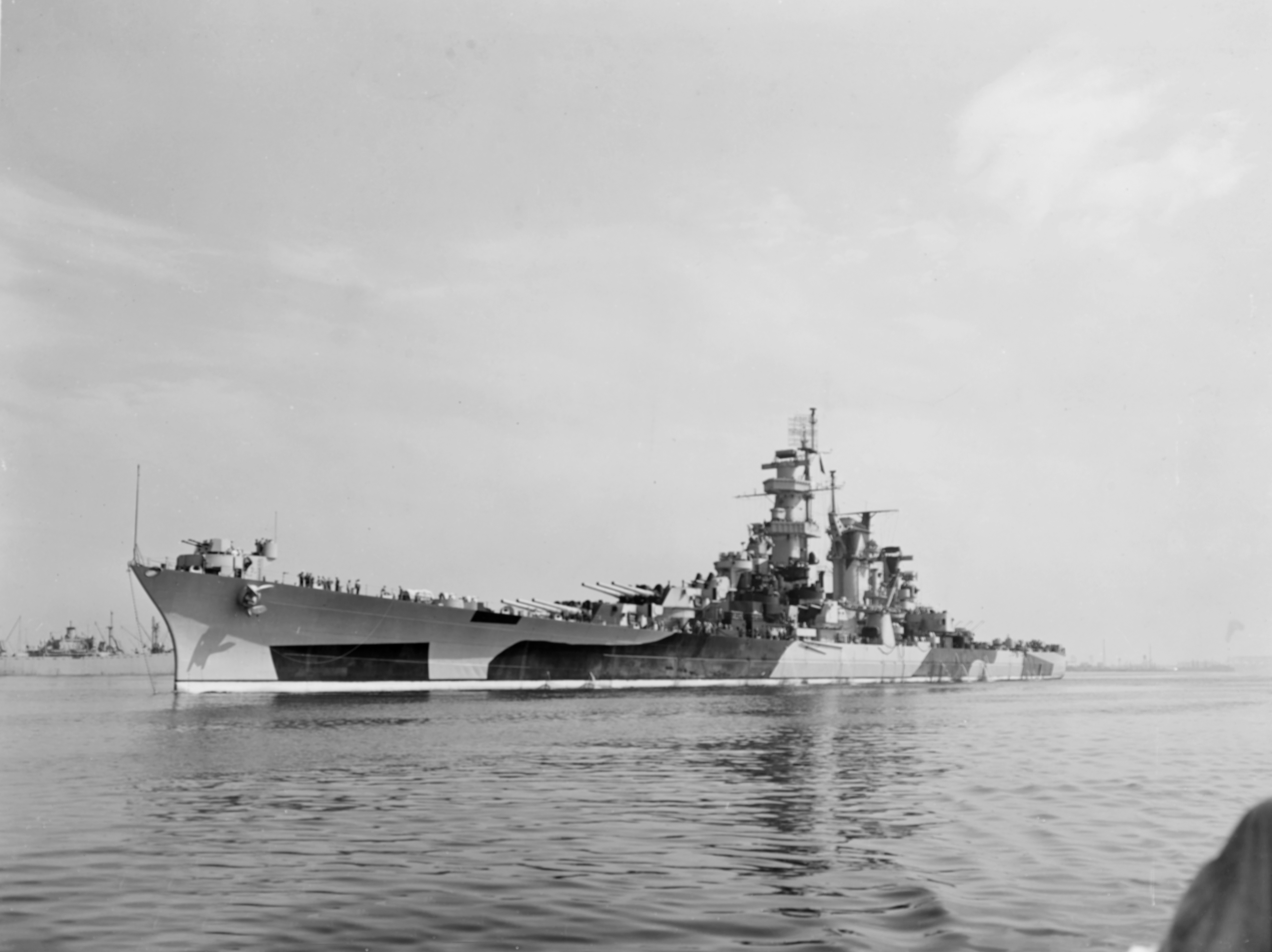
L', uno dei pochi "grandi incrociatori" della U.S. Navy.

Successivamente gli Stati Uniti costruirono due navi simili ad incrociatori da battaglia, i large cruisers ("grandi incrociatori") della classe Alaska, USS Alaska e USS Guam, che prestarono servizio effettivo durante la seconda guerra mondiale. Questi grandi incrociatori pesanti non erano propriamente incrociatori da battaglia: erano un progetto bilanciato armati con e corazzati contro cannoni da 12 pollici, a differenza dei tradizionali incrociatori da battaglia inglesi che non erano corazzati contro il proprio calibro di cannoni. Come le contemporanee corazzate della classe Iowa la loro velocità li rese infine più utili come scorte di portaerei e navi da bombardamento che come i combattenti navali che erano stati sviluppati per essere (così come la prematura ed ignominiosa sconfitta della flotta di incrociatori pesanti giapponesi che fu la loro raison d'être). Il progetto di costruzione di quattro altre navi classe Alaska venne cancellato dopo la guerra.
Nella Battaglia navale di Guadalcanal del 15 novembre 1942 un secondo combattimento di incrociatori da battaglia contro corazzate rinforzò l'inevitabilità del fato dell'Hood. Una delle corazzate veloci classe Kongō giapponesi, la Kirishima, ingaggiò le corazzate USA South Dakota e Washington e venne messa fuori combattimento da 75 centri della Washington; in contrasto la South Dakota sopravvisse a 42 colpi e tornò operativa in quattro mesi.
Le tedesche Panzerschiffe ("nave corazzata", dette anche "corazzate tascabili") (Deutschland, Admiral Scheer e Admiral Graf Spee), costruite per soddisfare il limite di 10.000 ton di dislocamento del Trattato di Versailles, furono un altro tentativo basato sul concetto di incrociatore da battaglia. Piuttosto di costruire una nave da battaglia che sacrificasse la protezione per raggiungere un'alta velocità, le corazzate tascabili furono vascelli relativamente piccoli con cannoni da soli 11 pollici (280 mm) — essenzialmente dei grandi incrociatori pesanti. Raggiungevano una velocità di 26 nodi (48 km/h), non molto alta rispetto alle vere e proprie corazzate in costruzione o in sviluppo anche in altri paesi, capaci di arrivare anche ai 30 nodi (56 km/h) e certamente inferiore alla maggioranza degli incrociatori contemporanei, ma avevano una protezione ragionevole e torri dell'armamento principale trinate; inoltre rimpiazzarono le normali turbine a vapore con otto massicci motori diesel a 9 cilindri raggruppati in due "banchi", ognuno dei quali alimentava un albero di trasmissione. L'unica azione di rilievo a cui parteciparono fu la Battaglia del Rio della Plata, nella quale la Admiral Graf Spee venne messa alle corde da una squadra di tre incrociatori.
Le navi tedesche Scharnhorst e Gneisenau erano etichettate come incrociatori da battaglia ma furono dotate di un armamento più leggero (costituito dai cannoni principali da 280 mm) e da un'armatura più sottile per avere in cambio una velocità maggiore: avrebbero potuto quindi essere classificate come navi da battaglia leggere veloci. Discorso simile per le francesi Dunkerque e Strasbourg che, come quelle della classe Alaska, non erano veri incrociatori da battaglia. Gli incrociatori da battaglia erano definiti dal loro armamento equivalente a quello di una corazzata e da una protezione insufficiente a resistere ad esso.
Il miglioramento tecnologico delle turbine operò similmente contro la formula degli incrociatori da battaglia. Il limite massimo di velocità di una nave dipende dalla frizione subacquea dell'acqua dislocata (che incrementa con il cubo del peso) piuttosto che dal peso, quindi la corazzatura più pesante rallentava le corazzate della seconda guerra mondiale di solo un paio di nodi (4 km/h) rispetto ai propri omologhi meno corazzati. Infine fu comunque la portaerei a rendere in gran parte obsoleti sia le corazzate che gli incrociatori da battaglia.
La classe Kirov sovietica di Raketny Kreyser ("Incrociatore lanciamissile"), con dislocamento approssimativo di 26.000 t, è classificata come incrociatore da battaglia nell'edizione 1996-7 Jane's Fighting Ships, sebbene in realtà sia un grande incrociatore lanciamissili. Quattro esemplari di questa classe sono stati completati, Kirov, Frunze, Kalinin e Yuri Andropov. Poiché queste navi erano state battezzate con i nomi di personalità comuniste, dopo la caduta dell'URSS furono battezzate nuovamente con nomi tradizionali della Marina Imperiale Russa, rispettivamente Admiral Ushakov, Admiral Lazarev, Admiral Nakhimov e Petr Velikiy.

## Riepilogo degli incrociatori da battaglia varati fino alla seconda guerra mondiale

### Germania
- 1910 SMS Von der Tann armamento principale: 8 cannoni da 280mm
- 1911 Classe Moltke armamento principale: 10 cannoni da 280mm
  - SMS Moltke
  - SMS Goeben (sorpreso oltremare dall'inizio del conflitto, venne ceduto alla Turchia)
- 1913 SMS Seydlitz armamento principale: 10 cannoni da 280mm
- 1914-1917 Classe Derfflinger armamento principale: 8 cannoni da 305mm
  - SMS Derfflinger
  - SMS Lützow (affondato il 1º giugno 1916 durante la battaglia dello Jutland)
  - SMS Hindenburg
- 1938-1939 Classe Scharnhorst armamento principale: 9 cannoni da 280mm; queste navi potevano essere considerate come corazzate veloci
  - Gneisenau
  - Scharnhorst (affondata il 26 marzo 1943 da unità britanniche)

Per le loro caratteristiche i vascelli della classe Deutschland sono più correttamente classificabili come "incrociatori corazzati" o "corazzate tascabili", visto che dell'incrociatore da battaglia non avevano né la velocità, né il dislocamento.

### Giappone
- 1913-1915 Classe Kongō, armamento principale: 8 cannoni da 356mm. Sottoposte a grandi lavori di ammodernamento queste navi vennero riclassificate corazzate veloci negli anni trenta
  - Kongo (affondata il 21 novembre 1944 da un sommergibile americano)
  - Hiei (autoaffondata il 13 novembre 1942 dopo essere stata gravemente danneggiata da aerei americani)
  - Haruna (affondata il 28 luglio 1945 nella baia di Kure da bombardieri)
  - Kirishima (affondata a cannonate dalla USS Washington e dai siluri dei caccia di scorta il 15 novembre 1942)

L'incrociatore da battaglia Akagi fu completato come portaerei.

### Francia
- 1937-1938 Classe Dunkerque armamento principale: 8 cannoni da 330mm; come gli Scharnhorst tedeschi queste navi, sebbene classificate come incrociatori da battaglia, possono considerarsi corazzate veloci.
  - Dunkerque (autoaffondatosi a Tolone il 27 novembre 1942)
  - Strasbourg (autoaffondatosi a Tolone il 27 novembre 1942)

### Regno Unito
- 1907 Classe Invincible armamento principale: 8 cannoni da 305mm
  - HMS Invincible (affondato il 31 maggio 1916 nella battaglia dello Jutland)
  - HMS Indomitable
  - HMS Inflexible
- 1909-1913 Classe Indefatigable armamento principale: 8 cannoni da 305mm
  - HMS Indefatigable (affondato il 31 maggio 1916 nella battaglia dello Jutland)
  - HMS New Zealand
  - HMS Australia
- 1911-1913 Classe Lion armamento principale: 8 cannoni da 343mm
  - HMS Lion
  - HMS Princess Royal
  - HMS Queen Mary (affondato il 31 maggio 1916 nella battaglia dello Jutland)
- 1913 Classe Tiger armamento principale: 8 cannoni da 343mm
  - HMS Tiger
  - HMS Leopard (inizialmente pianificata, ma mai realizzata)
- 1916 Classe Renown 1916 armamento principale: 6 cannoni da 381mm
  - HMS Renown
  - HMS Repulse (affondato da bombardieri in picchiata giapponesi il 9 dicembre 1941)
  - HMS Resistance (inizialmente prevista ma mai realizzata)
- 1916-1917 Classe Glorious armamento principale: 4 cannoni da 381mm, eccettuato il Furious, armato con un pezzo singolo da 457mm. Tutte queste unità vennero trasformate in portaerei dopo la prima guerra mondiale
  - HMS Glorious (affondato l'8 giugno 1940 dagli incrociatori da battaglia tedeschi Scharnhorst e Gneisenau ).
  - HMS Courageous (affondato il 17 settembre 1939 da un U-Boot)
  - HMS Furious
- 1920 Classe Admiral armamento principale: 8 cannoni da 381mm
  - HMS Hood (affondato dalle cannonate della Bismarck il 24 maggio 1941)
  - HMS Anson (inizialmente pianificato, ma mai realizzato)
  - HMS Howe (inizialmente pianificato, ma mai realizzato)
  - HMS Rodney (inizialmente pianificato, ma mai realizzato)
  - Il nome di queste tre ultime unità, mai realizzate come incrociatori da battaglia, venne dato ad altrettante corazzate.

### Stati Uniti d'America
- 1944 Classe Alaska armamento principale: 9 cannoni da 305mm; anche per queste moderne unità si può parlare meglio di corazzate leggere.
  - USS Alaska
  - USS Guam

Da notare che le portaerei USS Lexington e USS Saratoga, completate negli anni 1920, vennero impostate inizialmente come incrociatori da battaglia.

## Problemi del concetto
In pratica gli incrociatori da battaglia videro raramente il tipo di azione indipendente per la quale erano stati progettati. Nella maggior parte dei casi si dimostrò troppo difficile resistere alla tentazione di aggiungere qualche cannone di grande calibro alla flotta principale – un ruolo per il quale non erano progettati e che li esponeva a grandi rischi. Si scoprì che la loro velocità non era sufficiente a proteggerli dai cannoni delle corazzate. I miglioramenti nella tecnologia del cannoneggiamento furono così rapidi negli anni che seguirono al 1905 che diventò difficile distinguere tra corazzate e incrociatori da battaglia. Alla Battaglia dello Jutland i cannoni dell'ammiraglia di David Beatty, l'HMS Lion erano da 13.5 pollici, quindi di calibro maggiore della maggior parte degli incrociatori da battaglia tedeschi e britannici. Comunque la corazzatura di un incrociatore da battaglia rimase quella (o poco più di quella) di un incrociatore normale.